# ستون خاکستری قدامی
ستون خاکستری قدامی (به انگلیسی: Anterior Grey Column)، (که به آن شیپور قدامی، شاخ قدامی طناب نخاعی یا شاخ شکمی نیز می گویند)، ستون روبروی ماده خاکستری در طناب نخاعی است. این ستون، یکی از سه ستون خاکستری‌ست. ستون خاکستری قدامی شامل نورون‌های حرکتی است که بر روی ماهیچه اسکلتی اثرگذاشته، درحالی که ستون خاکستری خلفی اطلاعات مربوط به لامسه و حسی را دریافت می دارد. ستون خاکستری قدامی، ستونی است که اجسام سلولی نورون‌های آلفا درآنجا واقع شده اند.

## تصاویر بیشتر

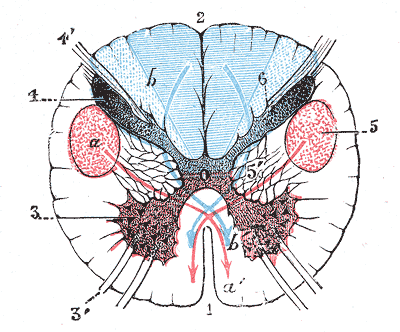
مقطع بصل النخاع در بخش تحتانی تقاطع هرم‌ها